# Daune

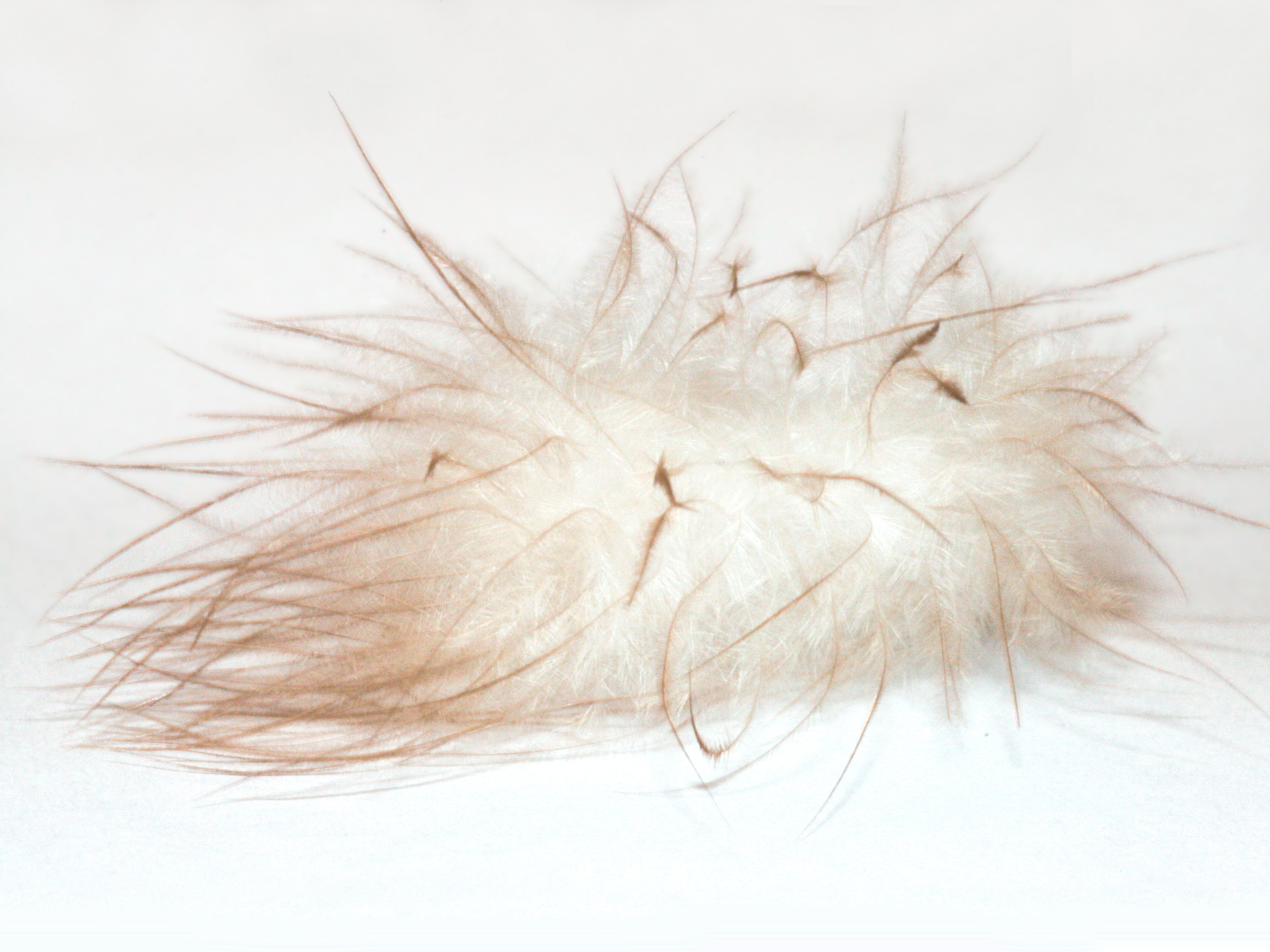
Daunenfeder

Eine Daune (auch Dune, Flaumfeder oder „Unterfeder“, lat. pluma oder plumula) ist eine Feder mit kurzem Kiel und sehr weichen und langen, strahlenförmig angeordneten Federästen ohne Häkchen, die sowohl beim lebenden Vogel als auch in menschlichen Produkten der Wärmedämmung dienen.

## Wortherkunft
Das Wort ‚Daune‘ stammt aus dem Isländischen. Die Flaumfedern der Eiderente, deren Name ebenfalls isländischen Ursprungs ist, wurden im Mittelalter aus dem Norden ins Reich eingeführt. So ist mittelniederdeutsch ‚dun[e]‘ (14. Jahrhundert) eine Entlehnung aus altisländisch ‚dunn‘ (Flaumfeder). Im 17. Jahrhundert erscheint niederdeutsch ‚Dune‘ erstmals mit hochdeutscher Lautung ‚au‘.

## Daunen am lebenden Vogel
Beim lebenden Vogel sind die Federäste durch Körperbewegungen negativ geladen und haben so immer den größtmöglichen Abstand zueinander. Hierdurch bilden sich im Daunenkleid Luftpolster, die vor Kälte oder Hitze schützen (Wärmedämmung). Daunen bilden bei den meisten Vogelarten das unter den Konturfedern befindliche „Unterkleid“; bei einigen Vogelgruppen (z. B. Laufvögeln) sind sie nicht vorhanden.
Die Nestlingsdaunen, die das Federkleid vieler Jungvögel bilden, sind keine echten Daunen, sondern modifizierte Konturfedern.

## Eigenschaften

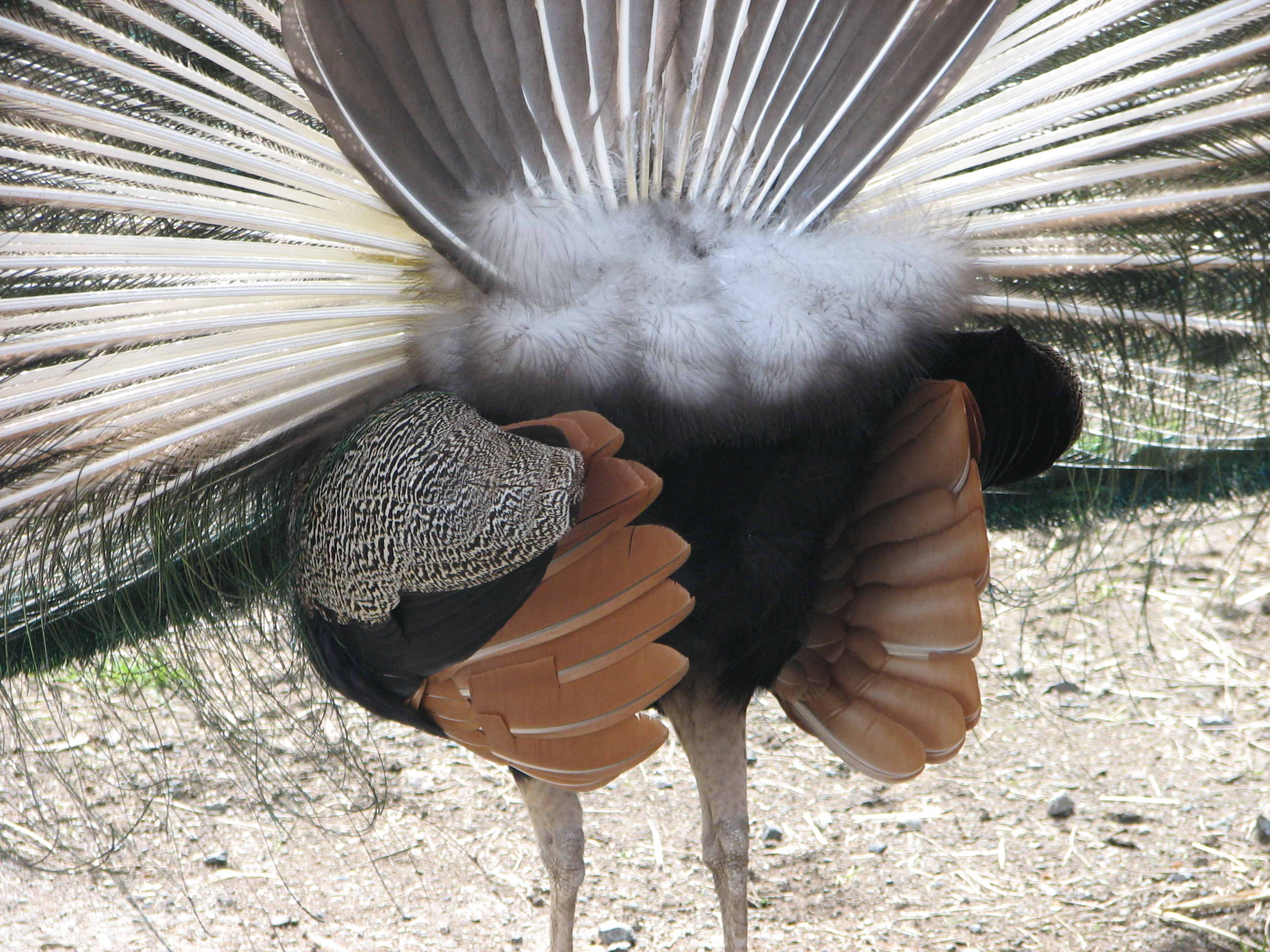
Daunen unterhalb der Schwanzfedern bei einem männlichen Blauen Pfau

Daunen besitzen eine hohe Elastizität. Wenn Daunen zum Beispiel in der Hand zusammengedrückt und dann wieder losgelassen werden, entfalten sie sich schnell von Neuem und finden in ihre ursprüngliche Form zurück. Zudem sind Daunen leichter als andere Federtypen. Bedingt durch ihre dreidimensionale Struktur können Daunen wesentlich mehr Luft einschließen als Federn, die sich durch eher flache Federfahnen mit ausgeprägtem Federkiel auszeichnen. Diese Eigenschaft der Wärmedämmung wird in der daunenverarbeitenden Wirtschaft durch die Füll- oder Bauschkraft gemessen; die international verbreitete Maßeinheit heißt cuin. Die Daunen sind jedoch auch etwas hygroskopisch, weswegen sie für das Abschwitzen beim Schlafen gut geeignet sind.
Das Daunengewicht ist abhängig von Vogelart und -rasse sowie vom individuellen Alter der Vögel und weist daher deutliche Unterschiede auf. Ein Kilogramm Gänsedaunen enthält etwa 250.000 bis 400.000 Daunen. Von den feinsten und zugleich leichtesten Daunen der Eiderenten müssen rund 500.000 bis zu einer Million Daunen für ein Kilogramm gesammelt werden. Oder anders ausgedrückt: eine Daune wiegt durchschnittlich 0,002 Gramm.

## Daunengewinnung
Grundsätzlich wird bei der Gewinnung von Daunen für den menschlichen Gebrauch zwischen „Lebendrupf“ (auch „Pusztarupf“ genannt) und „Schlacht“- bzw. „Totrupf“ unterschieden, das heißt, Daunen können sowohl zu Lebzeiten eines Vogels als auch erst nach dem Tod bzw. Schlachten gewonnen werden. Eine Sonderstellung nehmen Eiderdaunen ein. Sie stammen von freilebenden Eiderenten (Somateria mollissima) und werden aus deren Nestern gesammelt, die von den Weibchen bei der Brut mit eigenen Bauchdaunen ausgepolstert werden.
Federn und damit auch Daunen fallen insbesondere in den Ländern an, in denen in großem Umfang Geflügelzucht betrieben wird. Über 90 % des Weltaufkommens von Daunen und Federn wird durch Schlachtrupf gewonnen. Die Tiere werden geschlachtet und anschließend zumeist maschinell gerupft, bevor das Fleisch in die Weiterverarbeitung geht.
Beim traditionellen, „bäuerlichen“ Lebendrupf werden den Tieren per Hand („Handrupf“) mehrmals im Jahr Daunen abgenommen. Dies geschieht im Rahmen des hormonell gesteuerten Mauserprozesses der Vögel, bei dem altes Gefieder abgestoßen wird und neues Gefieder nachwächst. Die Daunen sind dabei nicht mehr fest angewachsen. Bei vorsichtiger Handhabung kann solch ein Rupfen für die Tiere weitgehend schmerzfrei erfolgen.
Beim Lebendrupf in der gewerblich bis industriell betriebenen Vogelzucht wird jedoch – u. a. auf Grund teils enormer Bestandsgrößen von hunderttausenden Tieren – kaum auf individuelle Mauserfortschritte der Vögel Rücksicht genommen, und in der Regel gering entlohnte Akkordarbeit (hoher Zeitdruck) führt zu stark erhöhtem Stress sowie zu nicht tiergerechten Rupfvorgängen. Das Rupfen – insbesondere bei Gänsen auch in Kombination mit Masthaltung – führt nach Angaben von Tierschutzorganisationen häufig dazu, dass die Vögel unnötig leiden; Knochenbrüche und andere Verletzungen bei dieser Art der Daunengewinnung sind keine Seltenheit. Daher steht der Lebendrupf immer wieder in der Kritik von Tierschutzorganisationen. Mittlerweile liegt der Marktanteil von Daunen aus Lebendrupf bei ca. 3 %.
Für die Verbraucher ist auf Grund nicht vorhandener firmenunabhängiger Gütesiegel zur Daunenherkunft zudem nicht erkennbar, ob als „aus Totrupf“ deklarierte Ware tatsächlich aus entsprechenden Betrieben stammt, und ob „Handrupf-Daunen“ aus Betrieben kommen, die sich an den Zyklus der Mauser halten und möglichst tiergerecht mit ihrem Geflügel umgehen, oder nicht. Stiftung Warentest kam bei einer Untersuchung von zehn Anbietern von Daunen-Bettdecken zu dem Schluss: „Kein einziger Anbieter hat uns belegt, von welchen Höfen seine Daunen kommen – nicht einmal jene, die dem Verbraucher mit Brief und Siegel garantieren, dass die verwendeten Daunen und Federn nicht von lebenden Tieren stammen“, und folgert über die Branchenzertifikate: Die „Siegel erweisen sich als wertlos“.
Die Tierschutzorganisation Vier Pfoten schätzt, dass weltweit jedes Jahr rund drei Milliarden Enten und mehr als 600 Millionen Gänse in Mastbetrieben zur Daunengewinnung aufgezogen und geschlachtet werden.

## Tierwohl
In der Europäischen Union sind unter EU-Kommissar John Dalli neue Regelungen für das Rupfen lebender Gänse angedacht. Mehrere Handelsunternehmen und Versandhäuser haben sich in Deutschland für ein Verbot des Lebendrupfes ausgesprochen, darunter Tchibo, Bettenklick.de, Otto Group (Otto Versand, BAUR, Heine, Schwab und Witt), Kaufland, Norma, Lidl, Tegut, Spar, AGM (C&C Abholgroßmärkte – Rewe International), Unito Versand & Dienstleistungen GmbH (Universal, Quelle, Otto, Ackermann), Reiter Betten & Vorhänge GmbH, Leopold Trünkel GmbH, Stritzinger Import-Export GmbH. Darüber hinaus helfen Standards wie Responsible Down Standard (RDS), Global Traceable Down Standard (Global TDS) oder Downpass Standard bei der Rückverfolgung der Lieferkette bei Daunenprodukten.

## Verwendung durch den Menschen
Daunen finden aufgrund ihrer geringen Wärmeleitfähigkeit (sie verringern also Wärme- oder Kälteverluste) auch als Dämmstoff bei menschlichen Produkten Verwendung.
Daunen finden dank ihres geringen Eigengewichts (im Vergleich zu anderen Dämmstoffen, z. B. im Bauwesen), d. h. dank ihrer Fähigkeit, Wärme fast ohne Gewicht bieten zu können, zur thermischen Isolierung insbesondere  in Bettwaren, Schlafsäcken und Ski- bzw. Winterbekleidung (Daunenjacken, Daunenmäntel, Daunenoveralls) Verwendung.
Die erste Überlieferung für Daunenfeder als Füllung von Bettware stammt aus dem Zeitraum 204 bis 222 nach Christus. Demnach besaß Kaiser Heliogabal Kissen, welche mit Kaninchenpelz oder mit den zartesten Daunen von den Flügelunterseiten der Rebhühner gefüllt sein mussten.
Für die daunenverarbeitende Wirtschaft relevante Normen sind:
- DIN EN 1885 Federn und Daunen – Benennungen und Definitionen
- DIN EN 12934 Federn und Daunen – Kennzeichnung der Zusammensetzung von fertig bearbeiteten Federn und Daunen als alleiniges Füllmaterial

## Aberglaube
Manchmal wird dazu geraten, nicht auf Feder- oder Daunenkissen zu schlafen, da diese den Zahnschmerz ziehen sollen, was dem Aberglauben zuzuordnen ist. Die Verstärkung des Zahnschmerzes ist auf die liegende Position und damit veränderte Blutdrucksituation im Kopfbereich zurückzuführen, womit auch der schmerzauslösende Druck im Pulpencavum des Zahnes erhöht wird.

## Organisationen
Als Organisationen mit direktem Bezug zu Daunen bestehen in Deutschland der Verband der Deutschen Daunen- und Federnindustrie (VDFI) und auf europäischer Ebene die European Down and Feather Association (EDFA, Verband der Europäischen Bettfedern- und Bettwarenindustrie) – beide mit Sitz in Mainz.